# 万隆 (企业家)
万隆（1940年—），河南漯河人，中國共產黨黨員，中华人民共和国企业家，中国最大肉类加工企业双汇集团董事长兼CEO。

## 生平
高中没毕业就入伍成了一名铁道兵，1968年复员后进入漯河肉联厂，从办事员开始，后来担任办公室主任、副厂长。1984年7月，漯河市政府对肉联厂施行承包制，万隆被选举为厂长，使肉联厂扭亏为盈，1992年漯河肉联厂开始生产火腿肠，万隆以产品“汇集当今世界的高科技、汇集当今世界的新工艺”将品牌名定为“双汇”。
在他执掌双汇期间，历经国有股退出、高盛减持、境内股东逼宫、整体上市等各种挑战。2021年，万隆曾表示会在合适的时候会把万洲国际的董事长一职交给次子万宏伟，导致长子万洪建不满并发文炮轰万隆。2021年8月，新浪财经对万洪建的专访报道指出，万隆常住在香港麗思卡爾頓酒店，妻子则在漯河独居。
2024年8月29日，万隆次子万宏伟当选双汇发展董事长，但卸任董事长的万隆仍担任非独立董事。

## 荣誉
2013年获得“影响中国2013年度企业家”称号。11月7日，美国《时代》周刊在全球评出十三位“食神”，万隆成为唯一上榜华裔企业家，名列第八位。2015年9月成为陪同国家主席习近平访美的15位随行中国企业家之一。
2018年入选“改革开放40年百名杰出民营企业家”。